# Синтаксично-семантичний аналіз
Синтактико-семантичний аналіз - це процес аналізу лінгвістичних одиниць з точки зору синтаксичних і семантичних відношень між ними. В цьому аналізі досліджується, які слова і фрази взаємодіють між собою та як вони формують значення в межах речення або тексту.
Тривалий час дослідження в галузі формалізації синтаксису тісно пов'язувалися із семантикою, тому одержали назву синтактико-семантичного аналізу. Поява семантичного аналізу при АСА була викликана необхідністю «посилення» синтаксису. 
З погляду процесів пошуку й перероблення інформації іншою задачею є інтерпретація синтаксичної структури у семантичному записі. Семантичний аналіз дозволяє виразити смислову структуру на принципово вищому рівні, ніж АСА.

## Коротко охарактеризуємо синтаксичні системи аналізу із семантичним компонентом:
Важливим питанням при реалізації АСА є питання про співвідношення семантичних ознак та їхньої ролі при проведенні СА. Існують два теоретичні напрями семантичного аналізу речення з уведенням граматики: інтерпретаційна граматика Ч. Філмора і породжувальна граматика Н. Хомського.
Згідно з першою теорією, смисловим представленням речення є інтерпретована фразова структура, термінальні вузли якої заповнюють лексичні одиниці. Інтерпретація глибинної структури (з елементами семантичного аналізу) здійснюється семантичним компонентом, що передбачає наявність спеціального словника, де кожне слово супроводжується смисловим та семантичним маркером, а також вказівкою на селекційні обмеження для даного слова, тобто обмеження на сумісну сполучуваність слів.
Теорія породжувальної граматики Хомського не бачить принципової різниці між синтаксисом і семантикою. Її завдання — розкриття внутрішніх закономірностей мовної структури, яка представляється у вигляді певного «механізму», що піддається не тільки спостереженню у процесі природного функціонування мови, а і приведенню в дію штучним шляхом. Для цього вихідний матеріал треба представити у вигляді правильних речень (моделей) і встановити для кожного з них одне або кілька структурних описів.
Граматика будується як дедуктивна система, що передбачає раціональний метод пояснення всієї реальної різноманітності функцій слів і, відповідно, синтаксичних побудов. Тоді мовленнєвий процес описується не в термінах, наприклад, безпосередніх складників, а в термінах упорядкованого набору правил, необхідних для побудови речення, що моделює породження речення.

## Основними компонентами АСЕА є:
словник, що містить необхідну семантичну інформацію для кожної своєї одиниці у вигляді словникової статті, та правила семантичного аналізу, які здійснюють «фільтрацію» потенційних смислових відношень з метою виявлення единого варіанту семантичного представлення. Набір смислових зв'язків обмежується набором синтаксичних та парадигматичних зв'язків, що мають місце для АСА.